# Zebrzydowice (Klein-Polen)

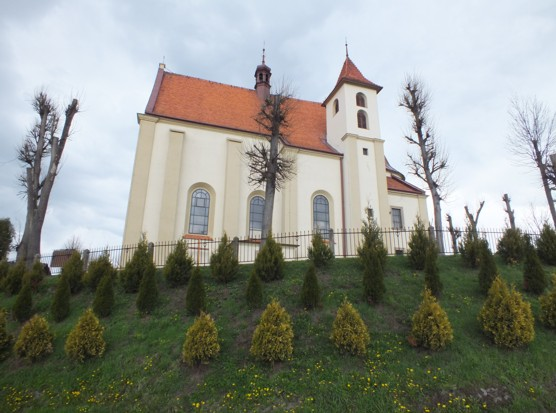
Zebrzydowice

Zebrzydowice is een dorp in de Poolse woiwodschap Klein-Polen. De plaats maakt deel uit van de gemeente Kalwaria Zebrzydowska en telt 4300 inwoners.